# زندا (ویسکانسین)
زندا (به انگلیسی: Zenda) یک منطقهٔ مسکونی در ایالات متحده آمریکا است که در شهرستان والورس، ویسکانسین واقع شده‌است. زندا ۲۹۸٫۱ متر بالاتر از سطح دریا واقع شده‌است.